# Associazione Italiana Arbitri
L'Associazione Italiana Arbitri (spesso citata con l'acronimo AIA) è la componente della Federazione Italiana Giuoco Calcio che si occupa del reclutamento, della formazione e della gestione tecnica, associativa e disciplinare degli arbitri di calcio italiani.
È stata fondata nel 1911 e ha il compito di designare gli arbitri per la direzione delle gare di calcio che si svolgono sotto l'egida della FIGC. Il regolamento della FIGC prevede infatti che tutte le gare di calcio disputate in Italia in modo ufficiale o comunque organizzate o autorizzate dalla FIGC o dalle sue articolazioni, incluse quelle di calcio a 5 e il beach soccer, siano dirette da ufficiali di gara (Arbitro e assistenti) designati dal competente Organo Tecnico dell'AIA.
Al 30 giugno 2023 conta 30577 associati di cui 1834 donne.

## Storia

Giulio Campanati, presidente AIA dal 1972 al 1990

L'Associazione Italiana Arbitri fu fondata il 27 agosto 1911 presso il "Ristorante Orologio" di Milano; oggi ha sede a Roma in via Campania 47.
Negli anni Settanta e Ottanta la presidenza dell'Associazione fu tenuta da Giulio Campanati, che la presiedette dal 1972 al 1990. Nel 1992 fu eletto presidente Salvatore Lombardo, che era stato vice di Campanati e, dopo le sue dimissioni, era stato nominato commissario dalla FIGC. Gli succedette, nel 1997, Sergio Gonella, prima come commissario e poi da presidente, che resse l'Associazione fino al 2000, quando alla presidenza fu eletto Tullio Lanese. Nel marzo 2006, raggiunto da un avviso di garanzia per lo scandalo di Calciopoli, Lanese si autosospese e l'associazione fu retta dapprima dal vicepresidente Cesare Sagrestani in qualità di reggente e poi dal commissario straordinario Luigi Agnolin, ex arbitro internazionale. La gestione commissariale di Agnolin fu poco apprezzata, tanto che una larga maggioranza dei responsabili delle articolazioni territoriali dell'AIA sottoscrissero un appello per chiedere al commissario straordinario della FIGC, Luca Pancalli, la fine del commissariamento e l'immediato ritorno a elezioni. Nelle susseguenti elezioni, il 25 novembre 2006, il dirigente benemerito FIGC Cesare Gussoni prevalse su Marcello Nicchi con il 58% dei voti.
Il mandato di Gussoni terminò nel 2009: nell'assemblea generale del 6 marzo fu eletto alla presidenza Marcello Nicchi, che venne confermato anche nel 2012 e nel 2016, per un totale di tre mandati. In occasione dell'assemblea elettiva del 14 febbraio 2021 Nicchi venne tuttavia sconfitto da Alfredo Trentalange, anch'egli ex arbitro internazionale.

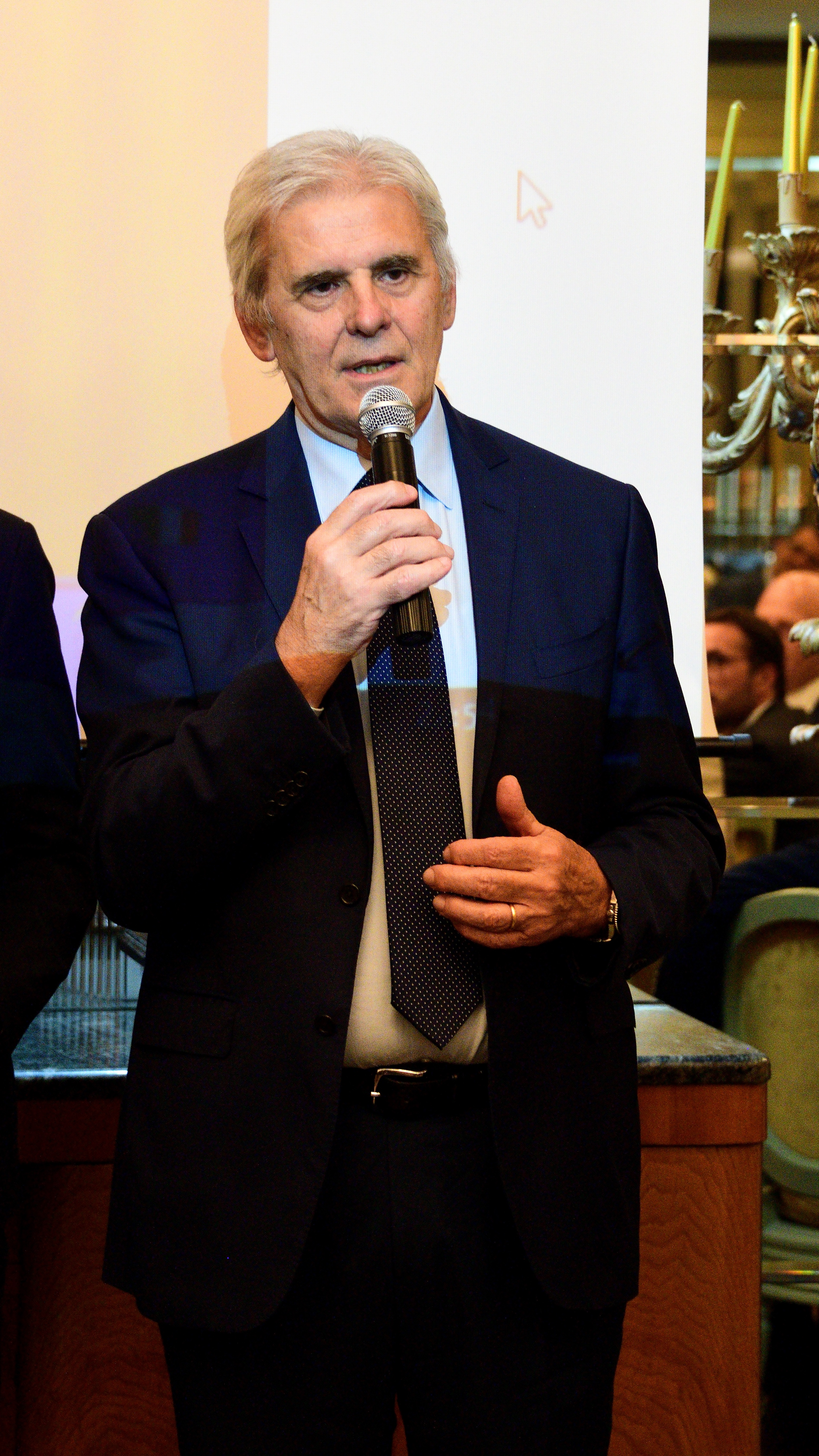
Marcello Nicchi, presidente AIA dal 2009 al 2021

Trentalange si dimise da presidente dell'AIA il 18 dicembre 2022. Dal 2023 al 2024 il presidente fu Carlo Pacifici, poi sostituito da Antonio Zappi.
L'Associazione Italiana Arbitri è editore della rivista L'arbitro, fondata nel 1924 da Giovanni Mauro e Ottorino Barassi.

### Presidenti recenti
- Giulio Campanati (1972-1990)
- Salvatore Lombardo (1990-1997)[8]
- Sergio Gonella (1997-2000)[9]
- Tullio Lanese (2000-2006)
- Luigi Agnolin (2006)[10]
- Cesare Gussoni (2006-2009)
- Marcello Nicchi (2009-2021)
- Alfredo Trentalange (2021-2022)
- Carlo Pacifici (2023-2024)
- Antonio Zappi (2024-)

## Organizzazione territoriale
L'AIA è organizzata in 18 Comitati Regionali (C.R.A.), 2 Comitati Provinciali Autonomi (Bolzano e Trento) e 206 sezioni arbitrali, come di seguito:
- CRA Abruzzo: Avezzano, Chieti, Lanciano, L'Aquila, Pescara, Sulmona, Teramo, Vasto.
- CRA Basilicata: Policoro, Matera, Moliterno, Potenza, Venosa.
- CRA Calabria: Catanzaro, Cosenza, Crotone, Lamezia Terme, Locri, Paola, Reggio Calabria, Rossano, Soverato, Taurianova, Vibo Valentia.
- CRA Campania: Agropoli, Ariano Irpino, Avellino, Battipaglia, Benevento, Caserta, Castellammare di Stabia, Ercolano, Frattamaggiore, Napoli, Nocera Inferiore, Nola, Sala Consilina, Salerno, Sapri, Torre Annunziata, Torre del Greco.
- CRA Emilia-Romagna: Bologna, Cesena, Faenza, Ferrara, Finale Emilia, Forlì, Imola, Lugo di Romagna, Modena, Parma, Piacenza, Ravenna, Reggio Emilia, Rimini.
- CRA Friuli-Venezia Giulia: Basso Friuli, Gradisca d'Isonzo, Maniago, Pordenone, Tolmezzo, Trieste, Udine.
- CRA Lazio: Albano Laziale, Aprilia, Cassino, Ciampino, Civitavecchia, Formia, Frosinone, Latina, Ostia Lido, Rieti, Roma 1, Roma 2, Tivoli, Viterbo.
- CRA Liguria: Albenga, Chiavari, Genova, Imperia, La Spezia, Novi Ligure, Savona.
- CRA Lombardia: Abbiategrasso, Bergamo, Brescia, Busto Arsizio, Chiari, Cinisello Balsamo, Como, Crema, Cremona, Gallarate, Lecco, Legnano, Lodi, Lomellina, Lovere, Mantova, Milano, Monza, Pavia, Saronno, Seregno, Sondrio, Treviglio, Varese, Voghera.
- CRA Marche: Ancona, Ascoli Piceno, Fermo, Jesi, Macerata, Pesaro, San Benedetto del Tronto.
- CRA Molise: Campobasso, Isernia, Termoli.
- CRA Piemonte - Valle d'Aosta: Alba/Bra, Alessandria, Aosta, Asti, Biella, Casale Monferrato, Chivasso, Collegno, Cuneo, Ivrea, Nichelino, Novara, Pinerolo, Torino, VCO, Vercelli.
- CRA Puglia: Bari, Barletta, Brindisi, Casarano, Foggia, Lecce, Molfetta, Taranto.
- CRA Sardegna: Alghero, Cagliari, Carbonia, Nuoro, Olbia, Oristano, Ozieri, Sassari, Tortolì.
- CRA Sicilia: Acireale, Agrigento, Barcellona Pozzo di Gotto, Caltanissetta, Catania, Enna, Marsala, Messina, Palermo, Ragusa, Siracusa, Trapani.
- CRA Toscana: Arezzo, Carrara, Empoli, Firenze, Grosseto, Livorno, Lucca, Piombino, Pisa, Pistoia, Pontedera, Prato, Valdarno, Siena, Viareggio.
- CPA Bolzano: Bolzano, Merano.
- CPA Trento: Arco Riva, Rovereto, Trento.
- CRA Umbria: Città di Castello, Foligno, Gubbio, Orvieto, Perugia, Terni.
- CRA Veneto: Bassano del Grappa, Belluno, Castelfranco Veneto, Chioggia, Conegliano, Este, Legnago, Mestre, Padova, Portogruaro, Rovigo, San Donà di Piave, Schio, Treviso, Venezia, Verona, Vicenza.

## Organi tecnici
Gli organi tecnici (O.T.), distinti in organi tecnici nazionali, regionali e sezionali, si occupano delle designazioni degli ufficiali di gara arbitri, assistenti ed osservatori nelle gare di loro competenza.

### Organi Tecnici Nazionali
Sono organi tecnici Nazionali:
- la Commissione Arbitri Nazionale (dal 2010 al 2020 distinta in CAN A e CAN B), che si occupa della designazione degli ufficiali di gara per i campionati di Serie A e Serie B.
- la Commissione Arbitri Nazionale Serie C (CAN C), precedentemente nota come CAN Pro, che si occupa delle designazioni degli ufficiali di gara per il campionato di Serie C, quando ritenuto opportuno del quarto uomo in Serie B, il Campionato Primavera e le fasi finali del Torneo Berretti. Gli arbitri per essere immessi in C.A.N. C devono rispettare alcuni requisiti, tra gli altri, non aver compiuto il 32º anno di età alla data del 30 giugno. Coloro che dopo quattro stagioni sportive non siano stati promossi in C.A.N. A-B saranno avvicendati.[12]
- la Commissione Arbitri Nazionale Serie D (CAN D) designa gli arbitri e assistenti in Serie D, Allievi e Giovanissimi Nazionali. Gli arbitri per essere immessi in C.A.N. D devono rispettare alcuni requisiti, tra i quali non aver compiuto il 30º anno di età. Coloro che entro tre stagioni sportive non ottengano il passaggio alla C.A.N. PRO saranno avvicendati.[12]
- la Commissione Arbitri Interregionale (CAI), ora accorpata alla CAN D, nota anche come Commissione scambi, designa arbitri per alcune partite di Eccellenza, Promozione, Juniores Nazionali oltre a il Campionato di Calcio Femminile Serie C. È prassi che alcune designazioni di Juniores Nazionali e campionati nazionali femminili vengano delegate interamente ai C.R.A. competenti per territorio. Questa commissione ha la particolarità di non avere assistenti arbitrali in organico, che vengono designati da altri Organi Tecnici (solitamente le regioni). Gli arbitri per essere immessi nella CAI devono rispettare alcuni requisiti, tra i quali non aver compiuto il 29º anno di età.[12]
- la Commissione Arbitri Nazionale Calcio a 5 (CAN 5) designa gli arbitri per le partite di Serie A, A2, B e Under 21 di calcio a 5. Gli arbitri per essere immessi in C.A.N. 5 devono rispettare alcuni requisiti, tra gli altri non aver compiuto il 35º anno di età.[12]
- Commissione Arbitri Nazionale Beach Soccer (CAN BS) designa gli arbitri per le partite del Campionato italiano di beach soccer. Gli arbitri per essere immessi in C.A.N. BS devono rispettare alcuni requisiti, tra i quali avere un'età compresa tra i 25 e i 34 anni.[12]

### Organi Tecnici Periferici
Gli organi tecnici periferici hanno competenza a livello regionale. Essi comprendono:
- i Comitati Regionali Arbitri / Organo Tecnico Regionale (CRA/OTR) che, fatte salve peculiarità regionali, solitamente designa gli ufficiali di gara per i campionati di Eccellenza, Promozione, Prima Categoria. Su delega dalla CAN D, i CRA designano gli arbitri per alcune partite di Primavera 3 e 4, Juniores Nazionali, Allievi e Giovanissimi Nazionali e forniscono gli Assistenti per la serie C femminile. Designa anche, ove presenti, per i campionati di C1 e C2 di calcio a 5 e i cronometristi per alcune gare di competenza della C.A.N. 5. Entrano a far parte dell'organico del C.R.A. gli arbitri ritenuti meritevoli sulla base dei voti ottenuti dagli osservatori e dagli O.T., su proposta del presidente di sezione.[12]
- gli Organi Tecnici Sezionali (OTS), fino al 2011 noti come Organi Tecnici Provinciali (OTP), si occupano delle designazioni per la Seconda Categoria, Terza Categoria, Juniores Provinciali e Regionali, Allievi e Giovanissimi sia Provinciali che Regionali e, dove previsti, Esordienti. Nell'ambito del calcio a 5, invece, provvede alle designazioni del Campionato Serie D, nonché delle categorie giovanili (Giovanissimi e Allievi). Entrano a far parte dell'O.T.S. gli arbitri effettivi non appena ottenuta la qualifica.[12]

## Inquadramento degli associati
Gli arbitri dell'AIA sono inquadrati in vari ruoli.
Per essere avviati all'esercizio del ruolo di arbitro occorre frequentare un apposito corso, al quale si può essere ammessi dai 14 ai 40 anni, non compiuti. Il superamento dell'esame finale attribuisce la qualifica di arbitro effettivo. Gli arbitri effettivi sono abilitati alla direzione di gare di calcio a 11 e vengono inseriti d'ufficio nell'organico dell'Organo Tecnico Sezionale. In base al merito gli arbitri effettivi possono essere promossi, in primis, all'Organo Tecnico Regionale ed in seguito agli organi tecnici superiori. Speciali inquadramenti sono attribuiti agli arbitri di calcio a 5 e di beach soccer. La qualifica di assistente arbitrale si ottiene a domanda, dopo almeno tre anni di anzianità arbitrale e previo il superamento di un corso di qualificazione.
Le prestazioni di arbitri e assistenti arbitrali sono valutate dagli osservatori arbitrali, che hanno il compito di redigere delle relazioni sui singoli arbitraggi. Esse concorrono alla valutazione del merito dei singoli ufficiali di gara, anche per gli avanzamenti alle categorie superiori.
Ottengono automaticamente la qualifica di arbitro benemerito gli associati che siano stati a disposizione delle massime commissioni arbitri nazionali o che siano stati tesserati da cinquanta anni. Tale qualifica può inoltre essere ottenuta anche da chi abbia svolto incarichi direttivi o maturato venti anni di anzianità o sia stato qualificato per operare da osservatore arbitrale. Una speciale qualifica è inoltre quella di dirigenti benemeriti.

## Loghi

Logo AIA usato dal 2006 al 2021
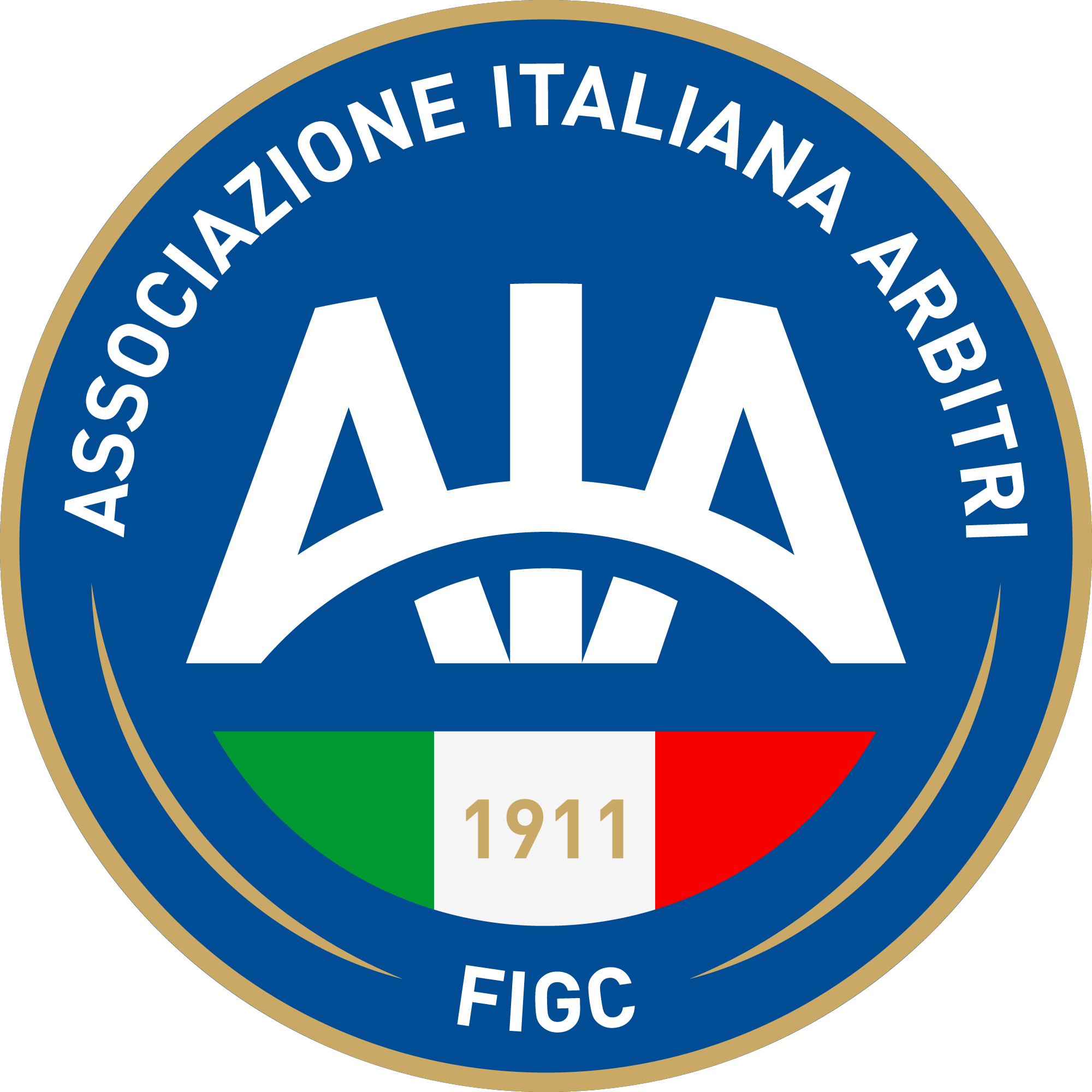
Logo AIA in uso dal 2021

## Sponsorizzazioni
Dagli anni 90 in poi lo sponsor tecnico dell'AIA è stata l'azienda veneta Diadora; dalla stagione 2019-2020 lo sponsor tecnico è stata l'azienda campana Legea; dalla stagione 2023-2024 lo sponsor tecnico è l'azienda campana Givova. Inoltre, dal 2004 al 2007 le divise arbitrali hanno recato il logo commerciale dell'istituto di credito Ing Direct, quindi dal 2016 dalla compagnia assicurativa Eurovita; dalla stagione 2019-2020 tale ruolo viene ricoperto da Net Insurance.
Dalla stagione 2023-2024 il partner ufficiale aggiuntivo è diventato Tigotà, con lo slogan sulle divise ufficiali: "Play fair, feel good". Dal 2025 si aggiunge tra i partner il marchio Dan John.